# Liang Wudong
Liang Wudong  (março de 1959 — Wuhan, 25 de janeiro de 2020) foi um médico chinês, que atendia no Hospital Xinhua em Hubei, e o primeiro médico a morrer da pandemia de COVID-19 devido a infecção nosocomial.